# Batalla de Baekgang
La batalla de Baekgang, també coneguda com la batalla de Hakusukinoe (白村江の戦い Hakusuki-no-e no Tatakai o Hakusonkō no Tatakai) fou una batalla lluitada entre el 27 i el 28 d'agost del 663 entre les forces del regne coreà de Baekje i el seu aliat, el Japó del Període Yamato, contra l'aliança de les forces del regne de Silla i la Xina de la Dinastia Tang.

## Antecedents
En 660, la península de Corea estava dividida en tres regnes, Baekje, Silla i Koguryö, que havien lluitat des del segle i entre si pel control de la península, i Goguryeo a més havia participat en guerres constants amb les dinasties xineses Sui i Tang. Si bé els tres regnes coreans no eren enemics perpetus, les seves aliances amb freqüència canvien.

## Batalla
Amb l'ocupació de Silla per la Dinastia Tang, el Japó del Període Yamato va enviar una flota amb 40000 homes en suport de Baekje, i intentant desembarcar a la desembocadura del riu Geum, la va trobar bloquejada per una flota de Silla i Tang, que tot i una clara inferioritat numèrica van aguantar dos dies d'atacs, i el segon dia van llençar un contraatac pel flanc que va encerclar la flota enemiga i que els va donar una victòria decisiva.

## Conseqüències
La victòria va forçar a la retirada japonesa de Corea i que ha suposat la derrota més important del Japó premodern.